# Cattedrale del Redentore
La cattedrale del Redentore (in spagnolo: Catedral del Redentor) è la chiesa cattedrale sede della chiesa spagnola riformata episcopale; si trova a Madrid, in Spagna.

## Storia
La cattedrale del Redentore è la cattedrale anglicana di Madrid. Si tratta di un elegante edificio in stile neogotico risalente al 1880, realizzato sul progetto dell'architetto Enrique María Repullés. È la prima cattedrale di Madrid, dal momento che la diocesi cattolica di Madrid è stata eretta nel 1885 ed i lavori per l'edificazione della cattedrale dell'Almudena sono iniziati nel 1883.